# Реј Кертис (лик)
Рејналдо „Реј” Кертис је измишљени лик ТВ драме Ред и закон ког је створио Ед Зукерман, а тумачио Бенџамин Брет од 1995. до 1999. године. Појавио се у 98 епизода (95 серије Ред и закон и 3 Одељење за убиства: Живот на улици). Такође се појавио и у филму Изгнан.

## О лику
Кертис је уведен као детектив Одељења за убиства њујоршког секретаријата унутрашњих послова и млађи ортак Ленија Бриска (Џери Орбак) у 27. полицијској испостави. Супротно од свог дивљијег претходника Мајка Логана (Крис Нот), Кертис − као конзервативни и верни Католик − ради по прописима и код њега је све црно на бело. Он верује да ако не ко прекрши закон заслужује да иде у затвор, без обзира на околности.
Кертис се пребацио у 27. из Бироа за сузбијање организованог криминала и повремено је помињао повећан број истрага које је могао да закључи због повећања буџета. Напустио је БСОК јер му се надређена набацивала што он није желео.
Кертис и његова супруга Дебора (Пат Моја) су се венчали 1989. године и имају три ћерке: Оливију (рођену 1990.), Серену (рођену 1992) и Изабел (рођену 1994.). Сестра му је погинула у саобраћајној несрећи кад је имала 10 година. Кертис је перуанског, енглеског, америчког и немачког порекла. Његова супруга Дебора води порекло из америчког племена Пеквот. Натукнуто је да јој је то извор прихода што је ослободило Кертиса додатних послова.
Кертис је се свиђа и женама и мушкарцима. У два наврата су жене покушале да га смувају, проведу ноћ са њим (без било каквих односа), а онда су усложиле случај против оптуженог када су наводни односи коришћени како би се Кертисово сведочење довело под знак питања.
Током његове прве сезоне у серији, надређени су га опомињали бар четири пута: први пут га је Бриско извео из просторије када је потегао пиштољ на осумњиченог, други пут је насрнуо на осумњиченог у соби за саслушање па су морали да га изведу напоље трећи пут га је поручница Анита ван Бјурен (Ш. Епата Меркерсон) казнила јер је дозволио оцу да истуче сина у соби за саслушање, а четврти пут му је ван Бјуренова рекла да узме слободан дан после неприкладног понашања на послу. После скоро годину дана на послу, Кертисове вредности су доведене у искушење због озбиљних личних тешкоћа. Узрујан јер је присуствовао погубљењу човека чију је осуду помогао, Кертис је преварио супругу Дебору са једном студенткињом (Џенифер Гарнер). Његова невера је замало уништила брак, али је пар успео да поправи однос одласцима у саветовалиште. Таман кад с уим се животи вратили у нормалу, Дебори је дијагностикована мултипла склероза. Кертис се осетио одговорно за њену патњу као да га Бог кажњава за грехе. У то време је такође постао прилагодљив према послу и оформио је јако пријатељство са троструко-разведеним Бриском који му је понудио савете и некога на кога може да се ослони. Кертис је узвратио услугу Бриску кад му је ћерка убијена тако што га је пустио да буде код њега како би му помогао у жалости. Њих двојица су толико постали блиски да су Кертисове ћерке почеле да зову Ленија "Чика Лени". Негде 1999. године, Дебори се МС поприлично погоршала до те мере да је једва сама могла да држи и четкицу за зубе. Кертис је отишао у превремену пензију да би бринуо о њој, а њега је заменио детектив Ед Грин (Џеси Л. Мартин).

## Личност
Кертис је и политички и друштвено конзервативан. Велики је присталица казне смрти, забране дроге, а не одобрава самохране родитеље и вантелесну оплодњу. Иако је конзервативан, он је присталица Била Клинтона. Њега је непоколебљива моралистичка пословна етика у почетку доводила до напетости са Бриском.
Кертис поготово не одобрава Афирмативне поступке. Кертис, који је местичког порекла (Перуанског са мајчине стране) осећа да је такав сам по себи и гади се предлогу да мањинама треба додатна предност. Он је присталица новојооршког гувернера Џорџа Патакија.
Са ликом је уведено коришћење технологија при решавању злочина. Он је први детектив у серији који је почео да носи мобилни и користи преносни рачунар. Кертис је поприлично бољи у коришћењу рачунара од Бриска, а његово познавање интернета било је кључно у решавању неколико случајева. Он је такође први детектив у универзуму Ред и закон који је почео да носи полу-стрелни пиштољ уместо револвера.Кертисово службено оружје је Глок 19.
Док је разлгедао ЦД-ове у једној продавници крајем 6. сезоне, Кертис је поменуо да воли бендове "Оаза" и "Big Brother and the Holding Company".

## Појављивање у серијиОдељење за убиства: Живот на улици
Кертис се појавио заједно са Бриском у епоизодама "За Бога и државу", "Срећо, ти си" и "Споредан расплет" серије Одељење за убиства: Живот на улици у којима су сарађивали са Џоном Манчом (Ричард Белзер) на случајевима који су се протезали од Њујорка до Балтимора.